# 한국SF협회
한국SF협회(Korea Science Fiction Assosiation, KSFA) 또는 한국 에스에프 협회는 한국 SF문화의 확산과 발전, 향유를 목적으로 설립된 협회이다.

## 활동
2017년 10월에 준비위원회를 발족하였다. 준비위원회 발족 이후부터 해외 SF계와의 교류, 국외 컨벤션 참여, SF작가와의 연계 강연, 작가워크숍 등의 활동을 진행하였다.
2018년 5월 11일, 서울특별시 성수역 인근 '안전가옥'에서 창립대회를 하고, 초대회장으로 박상준을 선출하였다. 1990년대부터 한국 SF계에서 꾸준히 활동해온 이들을 중심으로 만들어졌으며 팬들과 다방면의 창작자와 연구자, 비평가들을 아우른다.

## 같이 보기
- 한국과학소설작가연대